# Аззан бін Кайс
Аззан бін Кайс (араб. عزان بن قيس; д/н — 1870) — султан Маскату і Оману в 1868—1870 роках.

## Життєпис
Походив з династії Бусаїдів. Належав до лігки, що вела родовід від Кайса, третього сина султана і імама Ахмеда бін Саїда. Почаючи з Кайса усі предки Аззани обіймали посади Сухара і Рустаку. Син Кайса бін Аззани.
1861 року після смерті батька успадкував посаду валі (намісника) Сухару і Рустаку. У 1868 році використовуючи складну внутрішню й зовнішню ситуацію, в якій опинився султан Салім бін Тувайні Аззана бін Кайс повстав проти нього. Шейхи племен, що до тримувалися ібадизму, оголосили Аззану імамом. Того ж року зайняв Маскат, змусивши Саліма тікати до Бендер-Аббасу. До березні 1869 року точилися бої з ним.
Але не усі шейхи визнали його владу. Протягом 1869 року підпорядкував своєї влади Ваді Самаіль, Джалян, відбив в емірату Неджд оазу Бураймі, захопив Джауф, Нізву і форт Ель-Хазма.
У жовтні 1870 року проти Аззани повстав його родич Туркі бін Саїд, валі Гвадара, який отримав допомогу від занзібарського султана Маджида ібн Саїда. Аззана зазнав спочатку поразки у битві біля Занку, а потім — наприкінці року — остаточно був переможений у битві при Матрасі, де й загинув.

## Родина
- Хамад (1862—1903)
- Кайс (1864—1926)
- Саїд (1867—1899)